# دائرة الأصدقاء (رواية)
دائرة الأصدقاء هي رواية صدرت عام 1990 للكاتبة الأيرلندية مافي بينتشي. تدور أحداثها في دبلن، وكذلك في مدينة نوكلين الخيالية في ريف أيرلندا خلال الخمسينيات من القرن الماضي، حول مجموعة من طلاب الجامعة. تحولت الرواية إلى فيلم روائي طويل عام 1995 من إخراج بات أوكونور.

## ملخص
في مدينة نوكلين الأيرلندية الصغيرة الخيالية في عام 1950، نشأت صداقة غير متوقعة بين برناديت "بيني" هوجان البالغة من العمر عشر سنوات - وهي طفلة وحيدة ذات وزن زائد وكبيرة القلب لتاجر محلي - واليتيمة النحيلة إيف مالون، التي نشأت منذ ولادتها في دير كاثوليكي بعد أن رفضتها عائلة والدتها الراحلة من الطبقة العليا البروتستانتية. تستمر الصداقة حتى سن المراهقة، ثمّ يقبلان بكلية دبلن الجامعية. وهناك تختبر صداقتهم وولائهم لبعضهم البعض من خلال إدخال المزيد من الطلاب إلى دائرتهم، بما في ذلك لاعب الرجبي جاك فولي والمتسلق الاجتماعي الجميل والطموح نان ماهون.

## تطوير
استمدت بينتشي من تجربتها الخاصة في كلية دبلن للتوصيف والحبكة. مثل بيني، كانت بينتشي تعاني من زيادة الوزن ولا تعرف شيئًا عن أصدقائها عند وصولها إلى كلية دبلن الجامعية. حيث كان عليها العودة إلى منزل والديها كل ليلة بدلاً من البقاء في الحرم الجامعي. وقد كانت الحياة الاجتماعية في الحرم الجامعي تدور حول صالة الطلاب التي تسمى الملحق، وهناك اكتشفت أن التحدث مع الأولاد لم يكن مخيفًا كما اعتقدت، وتنقل تلك التجربة في تصويرها لكي تصبح بيني وجاك مقربين.